# George Warrender (1er baronnet)
Pour les articles homonymes, voir Warrender.
George Warrender, 1er baronnet (c. 1658 - 4 mars 1721) de Bruntsfield et Lochend, Édimbourg, est un marchand et homme politique écossais qui siège à la Chambre des communes de 1715 à 1722.

## Biographie

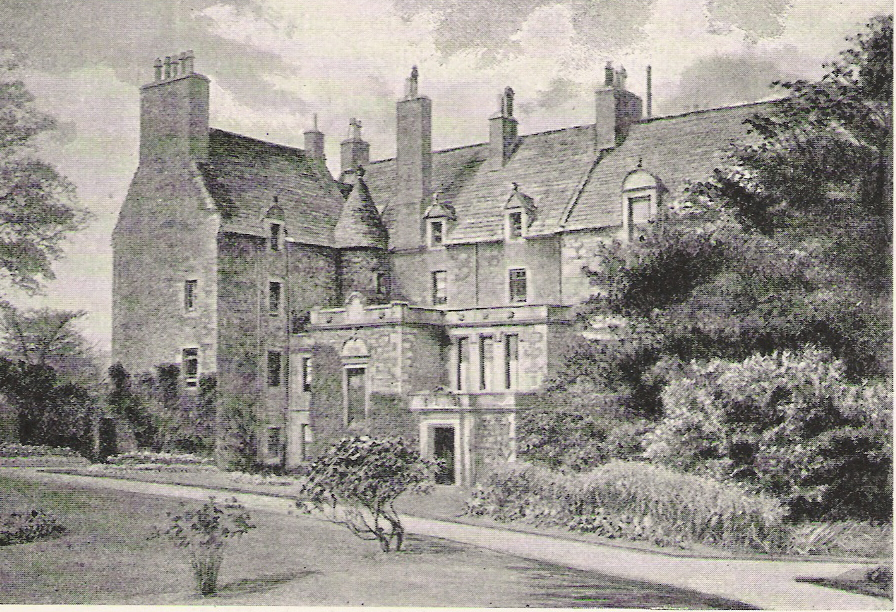
Bruntsfield House en 1897

Warrender est le fils unique de George Warrender et de son épouse Margaret Cunninghame. Son père meurt quand il est enfant. Il devient marchand à Édimbourg. Il prospère et en 1675 achète Bruntsfield, puis des propriétés adjacentes, et Lochend. Il épouse Margaret Lawrie, fille de Thomas Lawrie, marchand d'Edimbourg, le 13 avril 1680. Elle est décédée en 1699 et est enterrée le 2 juin 1699. Six mois plus tard, il épouse, le 10 décembre 1699, Grissel Blair, fille de Hugh Blair, marchand d'Edimbourg. En 1705, il est membre d'une société qui prend la ferme des douanes et accises étrangères de l'Écosse pendant trois ans. Il est lord prévôt d'Édimbourg pour l'année 1713 à 1714. 
Warrender est un Whig, et est condamné à une amende en tant que dissident sous Jacques II. Il soutient la succession de Hanovre. En tant que lord Provost, il proclame l'accession au trône de George Ier à Édimbourg. Il est élu député whig pour Edimbourg aux élections générales de 1715 et est créé baronnet de Lochend, dans le comté de Haddington le 2 juin 1715. Au Parlement, il vote toujours avec le gouvernement. Au début de la rébellion jacobite de 1715, il est à Londres mais se rend en Écosse en août, jugeant qu'il est plus important pour lui d'être à l'époque à Édimbourg qu'à Westminster. En 1716, il demande une compensation pour ses dépenses et la perte de son commerce pendant la rébellion. Il soutient le gouvernement en ce qui concerne une motion de l'opposition du 4 juin 1717, censurant le rival d'Argyll, Lord Cadogan, mais craint par la suite la mauvaise humeur de la ville en raison de son comportement à la Chambre des communes. 
Warrender est décédé à Londres le 4 mars 1721, un an avant les élections générales et est enterré à Bunhill Fields. Il a un fils et une fille par sa première femme, et trois fils et cinq filles avec sa deuxième femme. Son fils aîné John lui succède comme baronnet. 